# Chorotes

Chorotes en el Chaco boliviano, circa 1908, por Erland Nordenskiöld.

Los chorotes o chorotís o como se autodenominan, yofuasha, yofwaja y más recientemente lumnanas, son un pueblo originario de ambas orillas del río Pilcomayo, en Argentina y Paraguay. En Bolivia solo quedan un par de familias viviendo en el departamento de Tarija.

## Denominaciones
La palabra chorote es probable que provenga del idioma guaraní. Sus vecinos nivaclés denominan manjuy o manjui a los chorotes montaraces y eklenhui o eclenjuy a los chorotes ribereños. Estos nombres se han difundido como denominaciones alternativas para estos pueblos.
Los chorotes montaraces desplazados hacia Argentina viven principalmente en el área de Tartagal y se autodenominan iyo'wujwas, mientras que los que permanecieron en Paraguay usan las autodenominaciones manjuy, inkijwas y lumnanas. Estos suelen ser llamados wikina wos (‘norteños’) por los que viven en Argentina. En la actualidad muchos montaraces viven junto a los ribereños (iyojwa'jas) en la margen derecha del río Pilcomayo, en el área de Santa Victoria Este.

## Lengua
La lengua chorote o tsoloti según numerosas clasificaciones (las de Mason 1950; Greenberg 1987; Kaufman 1990; entre otras) es parte de la familia lingüística mataco-guaicurú y es hablada por menos de 10 000 personas. Cuenta con dos dialectos muy diferenciados pero mutuamente inteligibles, hasta tal punto que muchas fuentes los consideran idiomas distintos. El manjuy o chorote iyo'wujwa (habitantes del monte o montaraces), tiene cerca de 1500 hablantes en Argentina, un par de familias (8 personas) en Bolivia (censo de 1982) y 500 en Paraguay (fuente de 1991). El eclenjuy o chorote iyojwa'ja (habitantes del río o ribereños), solo es hablado por 800 personas en Argentina. En este país ambas ramas se han fusionado en gran medida, facilitando el proceso la adopción del idioma español.

## Historia
Antiguamente eran un pueblo seminómada y su economía se basaba en la recolección y la pesca. Junto a los wichís y a los chulupíes (nivaclés) pertenecen a la familia étnica mataco-mataguaya. Son del tipo racial patagónico con influencia andina y brasílida.
La expedición sueca a la cordillera del Chaco, con Eric von Rosen y Erland Nordenskiöld, entre otros, tuvo lugar en 1901-1902. La expedición viajó en el área del Chaco entre Bolivia y Argentina y tomó contacto con los chorotes. Tanto von Rosen como Nordenskiöld escribieron sobre ellos en varias publicaciones. También tomaron una gran cantidad de fotografías. Hoy hay objetos y fotografías de esta expedición en el Museo de Cultura Mundial y el Museo Etnográfico.
Al momento de la expedición sueca los chorotes tenían relaciones amistosas con los nivaclés y los tapietes, pero hostiles como sus vecinos tobas, chiriguanos, ayoreos y wichís. Antes de la guerra del Chaco (1932-1935) los chorotes ribereños vivían en la margen izquierda del río Pilcomayo, mientras que los montaraces estaban en el interior de lo que hoy es el Chaco paraguayo y entonces era un área disputada entre Bolivia y Paraguay. La guerra movilizó a los chorotes de su territorio, pasando los ribereños a territorio argentino, lo mismo que muchos montaraces, que en parte también permanecieron en Paraguay. Fueron luego evangelizados por protestantes, menonitas y católicos. Su modo de vida comenzó a transformarse con su incorporación al trabajo asalariado en los ingenios azucareros y tabacaleros argentinos.

## Manjuis de Paraguay
En Paraguay los manjuis viven en el departamento de Boquerón. De acuerdo a los resultados del Censo y Estudio de Población Indígena del Paraguay de 1981, había 377 manjuis. El Censo Nacional de Población y Viviendas de 1992 dio 229 manjuis. El Censo Nacional Indígena de Población y Viviendas y el Censo Nacional de Población y Viviendas de 2002 encontraron 452 manjuis. El III Censo Nacional de Población y Viviendas para Pueblos Indígenas y el Censo Nacional de Población y Viviendas de 2012 dieron como resultado la presencia en Paraguay de 582 manjuis. Este censo encontró a solo 3 manjuis viviendo fuera de Boquerón, reportando que 457 personas hablaban la lengua manjui como primer idioma, 69 como segundo y 14 como tercero.
Las comunidades en las que viven los manjui en el departamento Boquerón están en el distrito Mariscal José Félix Estigarribia:
- Abizais (Picada 500) (conjunta con guaraníes ñandevas)
- Campo Loa-San Miguel (conjunta con nivaclés)
- Campo Loa-Nasuc (conjunta con guaraníes occidentales y nivaclés)
- San Agustín-San Eugenio (conjunta con guaraníes occidentales y nivaclés)
- San Agustín-San Roque (conjunta con guaraníes occidentales y nivaclés)
- San Agustín-San José (conjunta con guaraníes occidentales)
- Santa Rosa
- Yacacvash

En el departamento de Presidente Hayes hay manjuis en una comunidad del distrito Tte. 1° Manuel Irala Fernández:
- Novoctas-Centro (conjunta con nivaclés y makás)

En enero de 2005 una asamblea de líderes de este pueblo en Paraguay decidió adoptar el etnónimo lumnana, que significa «gente del monte». Manjui significa lo mismo en idioma nivaclé.

## Chorotes de Argentina
La Encuesta Complementaria de Pueblos Indígenas (ECPI) 2004-2005, complementaria del Censo Nacional de Población, Hogares y Viviendas 2001 de Argentina, dio como resultado que se reconocieron y/o descienden en primera generación del pueblo chorote 2613 personas en Argentina (2028 residiendo en comunidades), de las cuales 2147 vivían en la provincia de Salta (2022 residiendo en comunidades) y 466 en el resto del país.
El Censo Nacional de Población de 2010 en Argentina reveló la existencia de 2270 personas que se autoreconocieron como chorotes en todo el país, 1713 de los cuales en la provincia de Salta,
Desde 2004 el pueblo chorote de Salta contó con un representante en el Consejo de Participación Indígena (CPI) del Instituto Nacional de Asuntos Indígenas (INAI). Desde el 23 de marzo de 2011 la representación fue elevada a 2 por 3 años.
El 29 de diciembre de 2000 fue creado el Instituto Provincial de los Pueblos Indígenas de Salta (IPPIS), incluyendo dos vocales chorotes elegidos por las comunidades.

### Comunidades
Desde 1995 el INAI comenzó a reconocer la personería jurídica a comunidades indígenas mediante inscripción en el Registro Nacional de Comunidades Indígenas (Renaci), entre ellas a 3 comunidades chorotes de la provincia de Salta y en Formosa, aunque estos viven con otras etnias:
- Comunidad Aborigen Pomis Jiwet (Lugar de los Tambores) (Santa Victoria Este en el departamento Rivadavia, el 22 de enero de 2007)
- Comunidad Lapacho 1 (en el departamento General José de San Martín, el 1 de septiembre de 2000)
- Comunidad Misión Chorote (en el departamento General José de San Martín, el 28 de septiembre de 2000)

La provincia de Salta reconoció la personería jurídica en el orden provincial a 18 comunidades chorotes adicionales (2 de ellas conjuntas con wichís); Departamento General José de San Martín:
- Comunidad de los Indígenas km 7,1 Ruta 86 (en el municipio de Tartagal, el 5 de junio de 2001)
- Comunidad Aborigen Chorote El Cruce (en el municipio de General Mosconi, el 15 de julio de 2003)
- Comunidad Aborigen Misión Chorote Jojoa (en el municipio de Tartagal, el 30 de octubre de 2000)
- Comunidad Chorote Etnia Chorote (en el municipio de Tartagal, el 30 de enero de 2001)
- Comunidad Aborigen Chorote I (en el municipio de Tartagal, el 15 de julio de 2003)
- Asociación Etnia Chorote Iyova Aga (en el municipio de Tartagal, el 3 de agosto de 2004)
- Comunidad Aborigen Inet Madre Misión Chorote (en el municipio de Tartagal, el 11 de abril de 2001)
- Comunidad Aborigen Misión Chorote Parcela 42 (en el municipio de Tartagal, el 22 de octubre de 2002)
- Comunidad Indígena Chorote Iyo'Awuwa km 4 (en el municipio de Tartagal, el 12 de febrero de 2007)

Departamento Rivadavia
- Comunidad Aborigen La Merced Nueva Fracción 6 Lote Fiscal 55 (en el municipio de Santa Victoria Este, el 13 de julio de 2000)
- Comunidad Aborigen Madre Esperanza Fracción 2 Lote Fiscal 55 (en el municipio de Santa Victoria Este, el 13 de julio de 2000)
- Comunidad Aborigen Nueva Esperanza Lote Fiscal 55 (en el municipio de Santa Victoria Este, el 13 de julio de 2000)
- Comunidad Aborigen Roberto Romero (en el municipio de Santa Victoria Este, el 7 de agosto de 2002)
- Comunidad Aborigen La Merced Vieja (en el municipio de Santa Victoria Este, el 10 de octubre de 2006)
- Comunidad Aborigen Misión La Gracia (en el municipio de Santa Victoria Este, el 25 de febrero de 2002) (conjunta chorote-wichí)
- Comunidad Chorote Misión La Paz (en el municipio de Santa Victoria Este, el 8 de agosto de 2001)
- Comunidad Aborigen Misión San Luis (en el municipio de Santa Victoria Este, el 2 de octubre de 2002) (conjunta wichí-chorote)
- Comunidad Aborigen La Banda (en el municipio de Santa Victoria Este, el 5 de marzo de 2013)

Otras 6 comunidades del departamento General José de San Martín tienen en trámite la personería jurídica:
- Comunidad Iyowa Ijwet Chorote 2 (en el municipio de General Mosconi)
- Comunidad Chorote Campo Nuevo (en el municipio de Tartagal)
- Comunidad Iyo Owújwa Wikina Lele (Chorote Inet) (en el municipio de Tartagal)
- Comunidad Chorote N° 2 Pájaro Blanco (en el municipio de Tartagal)
- Comunidad Aborigen Ijnietak km 6 (en el municipio de Tartagal)
- Comunidad Chorote I Iyowa A (en el municipio de Tartagal)